# Mathias Bidstrup
Mathias Andreas Bidstrup (født 25. marts 1852 i Rønne, død 25. januar 1929 sammesteds) var en dansk arkitekt, skoleleder og entreprenør på Bornholm.
Han blev født i Rønne som søn af skibstømrer Jørgen Bernhard Bidstrup og Marie Hansine Sonne og blev gift 17. april 1878 med Cecilie Margrethe Bidstrup i Sct. Nicolai Kirke i Rønne.
Mathias Bidstrup gik kun på Kunstakademiet i et enkelt kvartal i 1876, men arbejdede en del for arkitekten Johan Daniel Herholdt, som han regnede sig som elev af. I 1876 vendte han tilbage til fødeøen, hvor han blev medindehaver af H.P. Bidstrups Byggeforretning indtil 1916. Arkitekten H.P. Bidstrup havde bl.a. efter en brand i 1864 opført en ny og meget stor hovedbygning til Almegård – den nuværende hovedbygning på Almegårds Kaserne. Byggeforretningen lå i Østergade i Rønne til sidst i 1940'erne.
Som arkitekt fik Mathias Bidstrup opført et overordentlig stort antal bygninger på Bornholm: skoler, kirker (blandt andet Gudhjem Kirke), Rønne-Nexø banens oprindelige stationer og trinbrætbygninger, posthuset i Rønne og mange private huse. Ligesom J.D. Herholdt brugte han historiske stilarter med en national drejning.
Bidstrup var forstander for Rønne Tekniske Skole i 46 år (1881-1927). Han var formand for Rønne Håndværker- og Industriforening, medlem af Fællesrepræsentationen for Dansk Industri og Håndværk, brandinspektør og bygningsinspektør. Han var endvidere medlem af Rønne Byråd 1882 – 1888 og ridder af Dannebrog.
Hans interesser omfattede kunst, historie, arkæologi, teknik og geologi. Han var grundtvigianer med liv og sjæl. Han var formand for Bornholms Museumsforening og medstifter af Bornholms Museum i 1893. To portrætter af Bidstrup, begge udført af Bertel Hansen, Svaneke, findes på Bornholms Museum.
Bidstrup er begravet på Rønne Kirkegård.

## Bygninger

### Kirker
- Vestermarie Kirke (1883-85)
- Baptistkirken, Rønne (1888)
- Rø Kirke (1888)
- Gudhjem Kirke (1893)
- Valgmenighedskirken, Rønne (1900, nu museets magasin)

Ombygninger af:
- Østermarie Kirke
- Helligåndskirken i Rønne

### Offentlige bygninger
- Rådhus i Allinge (1881)
- Statsskole i Rønne (1888-1918, senere udvidet)
- Allinge Skole (1890)
- Sandvig Skole (1893)
- Bornholms Folkehøjskole i Almindingen (1893)
- Teknisk Skole i Rønne (1893)
- Teknisk Skole i Åkirkeby (1894, tilskrivning)
- Bornholms Spare- og Laanekasse, Rønne (1894- 95, ødelagt ved bombardement 1945)
- Allinge Tekniske Skole (1895)
- Arresthus i Rønne (1902)
- Teknisk Skole i Hasle (1909)
- Allinge Sygehus (1909)
- Post- og telegrafkontor i Rønne (1910, senere ombygget)
- Bornholms Museum i Rønne (1923, udvidelse)
- Eget hus i Sct. Mortensgade, Rønne (ca. 1900)
- Desuden flere forretningsejendomme og villaer

### Rønne-Nexø banen (1900-01)
- Bystationerne Rønne H, Aakirkeby og Nexø (nedrevet) med typisk bornholmske "husbrande" (gavlsceptre)
- Landstationerne Lobbæk, Ugleenge, Pedersker, Bodilsker og Almindingen
- Trinbrætbygninger (tre typer) i Smørenge, Nylars, Langemyre, Tvillinggård, Pilemølle, Balke og Robbedale (alle nedrevet)
- Remiser til bystationerne og Almindingen samt varehuse til alle stationer